# Neuseeländische Badmintonmeisterschaft 1964
Die Neuseeländische Badmintonmeisterschaft 1964 fand in Palmerston North statt. Es war die 31. Austragung der Badmintonmeisterschaften von Neuseeland. 

## Titelträger
| Disziplin    | Sieger                       |
| ------------ | ---------------------------- |
| Herreneinzel | Richard Purser               |
| Dameneinzel  | Heather Robson               |
| Herrendoppel | Richard Purser Owen Clegg    |
| Damendoppel  | Heather Robson Val Gow       |
| Mixed        | Richard Purser Alison Glenie |